# Etničke grupe Barbadosa
Etničke grupe Barbadosa, 295.000 stanovnika (UN Country Population; 2008)
- Angloamerikanci	3500
- Arapi	100
- Barbadošani (Bajani, Bajuni)	257.000
- Britanci	29000
- Garifuna (Crni Karibi)	100
- Grci	300
- Indopakistanci	2700
- Mandarinski Kinezi	100
- Židovi	40